# ريكاردو كاسترو ريوس
ريكاردو كاسترو ريوس (بالإسبانية: Ricardo Castro Ríos)‏ هو ممثل أرجنتيني، ولد في 2 أبريل 1920 في إسبانيا، وتوفي في 21 يناير 2001 في الأرجنتين.

## وصلات خارجية
- ريكاردو كاسترو ريوس على موقع IMDb (الإنجليزية)
- ريكاردو كاسترو ريوس على موقع قاعدة بيانات الفيلم (الإنجليزية)